# 丹佛斯 (麻薩諸塞州)
丹佛斯（Danvers）是美國麻薩諸塞州艾塞克斯郡的城鎮。據2010年人口普查，丹佛斯人口有28,087人。曾經是塞冷女巫案的舞台之一。

## 外部連結
- Town of Danvers official website （页面存档备份，存于）